# Горњи Схолари
Горњи Схолари (грч. Άνω Σχολάρι, Ано Схолари) је насељено место у општини Седес у периферији Средишња Македонија, Грчка. Према попису из 2021. године било је 170 становника.
Према бугарском географу и историчару, Василу Канчову, у Горњим Схоларима је 1900. године живело 180 Турака. 
Двадесетих година 20. века турско становништво је принудно исељено у Турску а на њихово место је насељено 34 грчких избегличких породица из Турске, укупно 124 особе. На попису из 1928. године Горњи Схолари су имали 136 становника. Село се раније звало Бешишли.